# Anthony Washington
Anthony Washington (Glasgow, 16 de janeiro de 1966) é um ex-atleta norte-americano, campeão mundial e bicampeão pan-americano do lançamento de disco.
Conquistou a medalha de ouro no Campeonato Mundial de Atletismo de 1999 em Sevilha, Espanha, com um lançamento de 69,08 m, então recorde do campeonato mundial. Também tem dois títulos nos Jogos Pan-Americanos, Havana 1991 e Winnipeg 1999.